# Kasteel ten Bosch

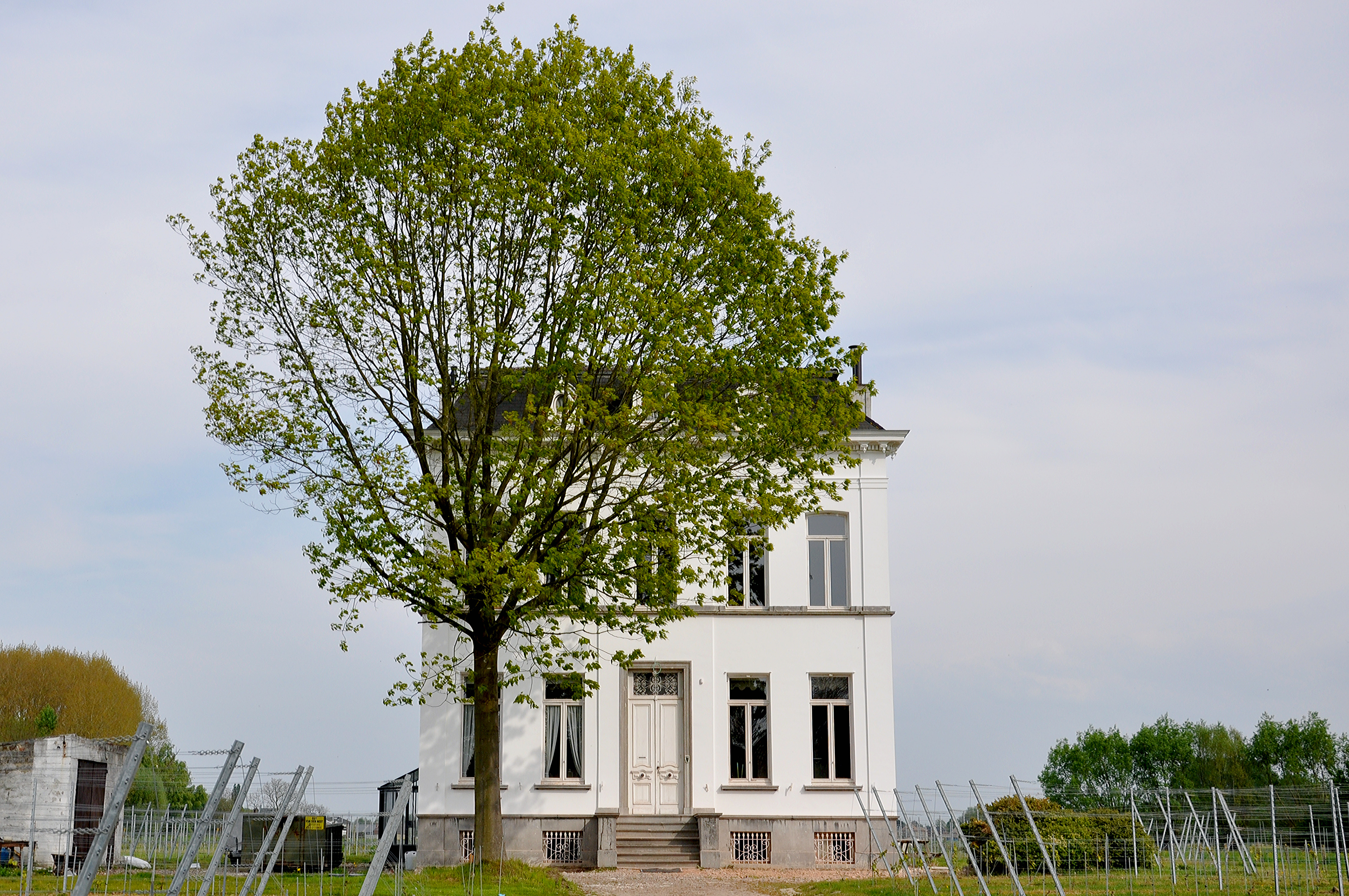
Kasteel ten Bosch in 2017

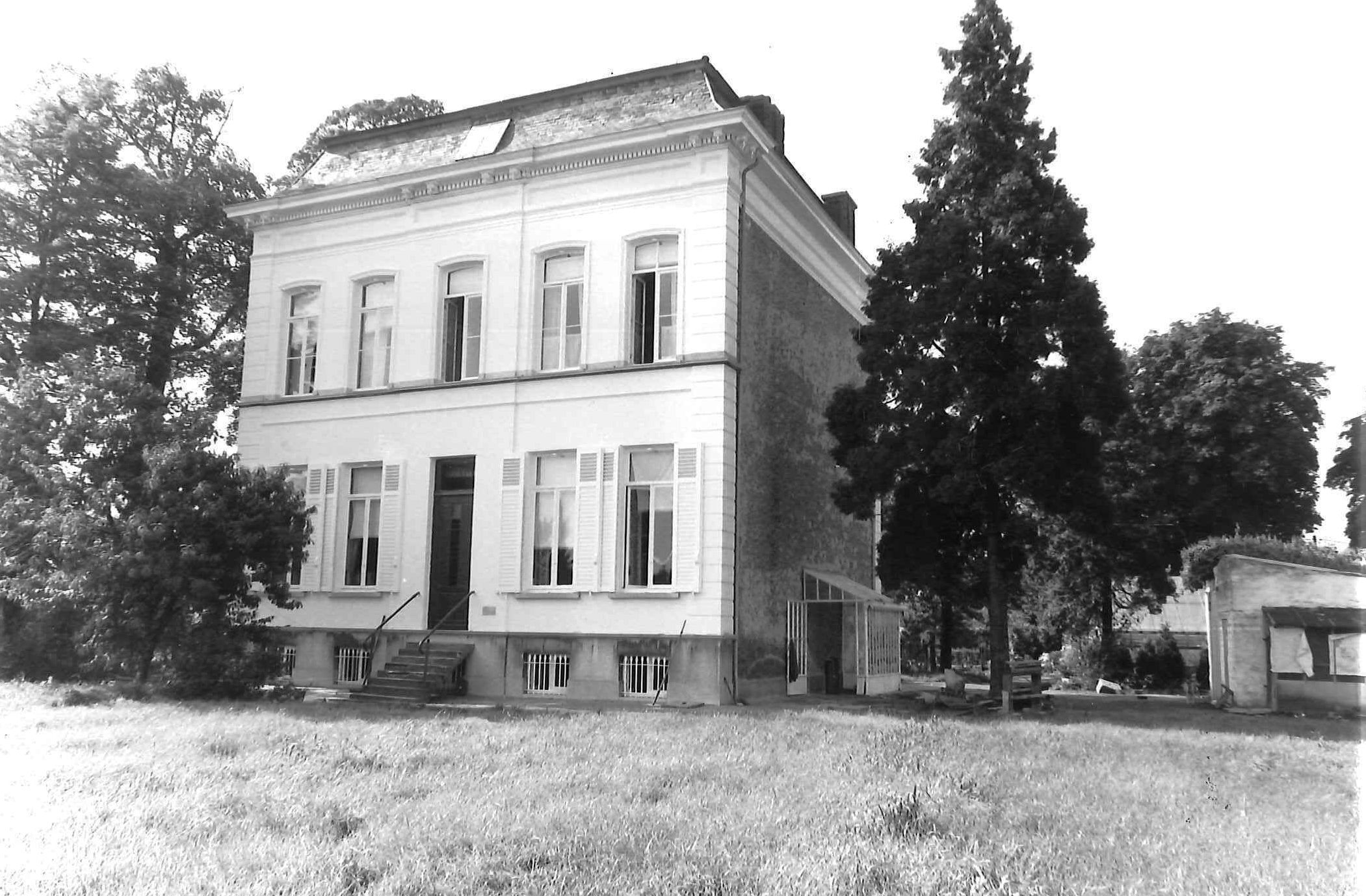
Kasteel ten Bosch

Het Kasteel ten Bosch is een bouwwerk in de Oost-Vlaamse plaats Lede, gelegen aan de Bosstraat 97.
Het huis werd gebouwd in 1869 in opdracht van Leon Blancqaert. Het betreft een neoclassicistisch dubbelhuis met twee bouwlagen. Het is gelegen in een parkje.